# Estación San José (Entre Ríos)
San José es la estación de ferrocarril de la localidad de homónima, Provincia de Entre Ríos, República Argentina. 

## Servicios
Se encuentra precedida por la Apeadero Arroyo Urquiza y le sigue el Estación Liebig